# Carex tornabenei
Carex tornabenei är en halvgräsart som beskrevs av Emilio Chiovenda. Carex tornabenei ingår i släktet starrar, och familjen halvgräs. Inga underarter finns listade i Catalogue of Life.